# Road to Le Mans 2020
Navigation
Édition précédente Édition suivante
La 5e édition du Road to Le Mans 2020 est une course de voitures de sport organisée sur le Circuit des 24 Heures au Mans, en France, qui s'est déroulée le 19 septembre 2020 dans le cadre des 24 Heures du Mans. Il s'agissait de la quatrième manche du championnat Michelin Le Mans Cup 2020 et toutes les catégories de voitures du championnat ont participé à la course.

## Course 1

### Classement de la course
Voici le classement provisoire au terme de la course.
- Les vainqueurs de chaque catégorie sont signalés par un fond jauni.

| Pos                           | Classe | no | Écurie                                 | Pilotes                                  | Châssis                       | Pneus | Tours | Temps            |
| Pos                           | Classe | no | Écurie                                 | Pilotes                                  | Moteur                        | Pneus | Tours | Temps            |
| ----------------------------- | ------ | -- | -------------------------------------- | ---------------------------------------- | ----------------------------- | ----- | ----- | ---------------- |
| 1                             | LMP3   | 3  | DKR Engineering                        | Jean Glorieux Laurents Hörr              | Duqueine M30 - D08            | M     | 13    | 54 min 01 s 658  |
| 1                             | LMP3   | 3  | DKR Engineering                        | Jean Glorieux Laurents Hörr              | Nissan VK56DE 5,6 L V8 Atmo   | M     | 13    | 54 min 01 s 658  |
| 2                             | LMP3   | 37 | Cool Racing                            | Edouard Cauhaupé Nicolas Maulini         | Ligier JS P320                | M     | 13    | + 0 s 590        |
| 2                             | LMP3   | 37 | Cool Racing                            | Edouard Cauhaupé Nicolas Maulini         | Nissan VK56DE 5,6 L V8 Atmo   | M     | 13    | + 0 s 590        |
| 3                             | LMP3   | 69 | Cool Racing                            | Maurice Smith (en) Matthew Bell          | Ligier JS P320                | M     | 13    | + 1 s 017        |
| 3                             | LMP3   | 69 | Cool Racing                            | Maurice Smith (en) Matthew Bell          | Nissan VK56DE 5,6 L V8 Atmo   | M     | 13    | + 1 s 017        |
| 4                             | LMP3   | 24 | United Autosports                      | Andy Meyrick Daniel Schneider            | Ligier JS P320                | M     | 13    | + 43 s 205       |
| 4                             | LMP3   | 24 | United Autosports                      | Andy Meyrick Daniel Schneider            | Nissan VK56DE 5,6 L V8 Atmo   | M     | 13    | + 43 s 205       |
| 5                             | LMP3   | 23 | United Autosports                      | Wayne Boyd John Schauerman               | Ligier JS P320                | M     | 13    | + 58 s 620       |
| 5                             | LMP3   | 23 | United Autosports                      | Wayne Boyd John Schauerman               | Nissan VK56DE 5,6 L V8 Atmo   | M     | 13    | + 58 s 620       |
| 6                             | LMP3   | 1  | DKR Engineering                        | Wolfgang Triller Ugo de Wilde            | Duqueine M30 - D08            | M     | 13    | + 58 s 920       |
| 6                             | LMP3   | 1  | DKR Engineering                        | Wolfgang Triller Ugo de Wilde            | Nissan VK56DE 5,6 L V8 Atmo   | M     | 13    | + 58 s 920       |
| 7                             | LMP3   | 15 | RLR Msport                             | James Dayson Malthe Jakobsen             | Ligier JS P320                | M     | 13    | + 59 s 046       |
| 7                             | LMP3   | 15 | RLR Msport                             | James Dayson Malthe Jakobsen             | Nissan VK56DE 5,6 L V8 Atmo   | M     | 13    | + 59 s 046       |
| 8                             | LMP3   | 11 | Racing Experience                      | Gary Hauser Nicolas Melin                | Duqueine M30 - D08            | M     | 13    | + 59 s 505       |
| 8                             | LMP3   | 11 | Racing Experience                      | Gary Hauser Nicolas Melin                | Nissan VK56DE 5,6 L V8 Atmo   | M     | 13    | + 59 s 505       |
| 9                             | LMP3   | 4  | Realteam Racing                        | David Droux (de) Esteban Garcia          | Ligier JS P320                | M     | 13    | + 1 min 02 s 053 |
| 9                             | LMP3   | 4  | Realteam Racing                        | David Droux (de) Esteban Garcia          | Nissan VK56DE 5,6 L V8 Atmo   | M     | 13    | + 1 min 02 s 053 |
| 10                            | LMP3   | 21 | Mühlner Motorsport                     | Moritz Kranz Gilles Magnus (en)          | Duqueine M30 - D08            | M     | 13    | + 1 min 02 s 102 |
| 10                            | LMP3   | 21 | Mühlner Motorsport                     | Moritz Kranz Gilles Magnus (en)          | Nissan VK56DE 5,6 L V8 Atmo   | M     | 13    | + 1 min 02 s 102 |
| 11                            | LMP3   | 12 | Team Virage                            | Tom Cloet James Winslow                  | Ligier JS P320                | M     | 13    | + 1 min 18 s 810 |
| 11                            | LMP3   | 12 | Team Virage                            | Tom Cloet James Winslow                  | Nissan VK56DE 5,6 L V8 Atmo   | M     | 13    | + 1 min 18 s 810 |
| 12                            | LMP3   | 27 | MV2S Racing                            | Christophe Cresp (de) Bruce Jouanny      | Ligier JS P320                | M     | 13    | + 1 min 18 s 955 |
| 12                            | LMP3   | 27 | MV2S Racing                            | Christophe Cresp (de) Bruce Jouanny      | Nissan VK56DE 5,6 L V8 Atmo   | M     | 13    | + 1 min 18 s 955 |
| 13                            | LMP3   | 22 | United Autosports                      | Jim McGuire Duncan Tappy                 | Ligier JS P320                | M     | 13    | + 1 min 19 s 279 |
| 13                            | LMP3   | 22 | United Autosports                      | Jim McGuire Duncan Tappy                 | Nissan VK56DE 5,6 L V8 Atmo   | M     | 13    | + 1 min 19 s 279 |
| 14                            | LMP3   | 10 | Nielsen Racing                         | Garett Grist Rob Hodes                   | Duqueine M30 - D08            | M     | 13    | + 1 min 31 s 794 |
| 14                            | LMP3   | 10 | Nielsen Racing                         | Garett Grist Rob Hodes                   | Nissan VK56DE 5,6 L V8 Atmo   | M     | 13    | + 1 min 31 s 794 |
| 15                            | LMP3   | 66 | Rinaldi Racing                         | Steve Parrow Dominik Schwager (en)       | Duqueine M30 - D08            | M     | 13    | + 1 min 34 s 145 |
| 15                            | LMP3   | 66 | Rinaldi Racing                         | Steve Parrow Dominik Schwager (en)       | Nissan VK56DE 5,6 L V8 Atmo   | M     | 13    | + 1 min 34 s 145 |
| 16                            | GT3    | 63 | FFF Racing Team (en) par ACM           | Andrea Caldarelli Hiroshi Hamaguchi (en) | Lamborghini Huracán GT3 Evo   | M     | 13    | + 1 min 42 s 559 |
| 16                            | GT3    | 63 | FFF Racing Team (en) par ACM           | Andrea Caldarelli Hiroshi Hamaguchi (en) | Lamborghini 5,2 l V10 Atmo    | M     | 13    | + 1 min 42 s 559 |
| 17                            | LMP3   | 7  | Nielsen Racing                         | Colin Noble Tony Wells                   | Duqueine M30 - D08            | M     | 13    | + 1 min 43 s 515 |
| 17                            | LMP3   | 7  | Nielsen Racing                         | Colin Noble Tony Wells                   | Nissan VK56DE 5,6 L V8 Atmo   | M     | 13    | + 1 min 43 s 515 |
| 18                            | GT3    | 8  | Iron Lynx                              | Rino Mastronardi Giacomo Piccini         | Ferrari 488 GT3               | M     | 13    | + 1 min 58 s 744 |
| 18                            | GT3    | 8  | Iron Lynx                              | Rino Mastronardi Giacomo Piccini         | Ferrari F154CB 3,9 L V8 Turbo | M     | 13    | + 1 min 58 s 744 |
| 19                            | GT3    | 74 | Kessel Racing                          | Michal Broniszewski David Perel          | Ferrari 488 GT3               | M     | 13    | + 2 min 00 s 175 |
| 19                            | GT3    | 74 | Kessel Racing                          | Michal Broniszewski David Perel          | Ferrari F154CB 3,9 L V8 Turbo | M     | 13    | + 2 min 00 s 175 |
| 20                            | GT3    | 93 | SKY Tempesta Racing                    | Chris Froggatt Jonathan Hui (en)         | Ferrari 488 GT3               | M     | 13    | + 2 min 04 s 992 |
| 20                            | GT3    | 93 | SKY Tempesta Racing                    | Chris Froggatt Jonathan Hui (en)         | Ferrari F154CB 3,9 L V8 Turbo | M     | 13    | + 2 min 04 s 992 |
| 21                            | LMP3   | 25 | United Autosports                      | Shaun Lynn Joe Macari                    | Ligier JS P320                | M     | 13    | + 2 min 55 s 004 |
| 21                            | LMP3   | 25 | United Autosports                      | Shaun Lynn Joe Macari                    | Nissan VK56DE 5,6 L V8 Atmo   | M     | 13    | + 2 min 55 s 004 |
| 22                            | GT3    | 77 | Iron Lynx                              | Andrea Piccini Claudio Schiavoni         | Ferrari 488 GT3               | M     | 13    | + 2 min 57 s 181 |
| 22                            | GT3    | 77 | Iron Lynx                              | Andrea Piccini Claudio Schiavoni         | Ferrari F154CB 3,9 L V8 Turbo | M     | 13    | + 2 min 57 s 181 |
| 23                            | GT3    | 50 | Kessel Racing                          | Ollie Hancock John Hartshorne            | Ferrari 488 GT3               | M     | 13    | + 3 min 01 s 439 |
| 23                            | GT3    | 50 | Kessel Racing                          | Ollie Hancock John Hartshorne            | Ferrari F154CB 3,9 L V8 Turbo | M     | 13    | + 3 min 01 s 439 |
| 24                            | LMP3   | 14 | EuroInternational                      | François Heriau Niko Kari                | Ligier JS P320                | M     | 12    | + 1 tour         |
| 24                            | LMP3   | 14 | EuroInternational                      | François Heriau Niko Kari                | Nissan VK56DE 5,6 L V8 Atmo   | M     | 12    | + 1 tour         |
| 25                            | GT3    | 28 | Delahaye Racing Team (en)              | Pierre-Etienne Bordet Alexandre Viron    | Porsche 911 GT3 R             | M     | 12    | + 1 tour         |
| 25                            | GT3    | 28 | Delahaye Racing Team (en)              | Pierre-Etienne Bordet Alexandre Viron    | Porsche 4,2 L Flat-6 Atmo     | M     | 12    | + 1 tour         |
| 26                            | LMP3   | 55 | Rinaldi Racing                         | Alexander Mattschull (de) Nicolas Schatz | Duqueine M30 - D08            | M     | 12    | + 1 tour         |
| 26                            | LMP3   | 55 | Rinaldi Racing                         | Alexander Mattschull (de) Nicolas Schatz | Nissan VK56DE 5,6 L V8 Atmo   | M     | 12    | + 1 tour         |
| 27                            | GT3    | 2  | Porsche Centre Oberer Zürichsee by TFT | Julien Andlauer Nicolas Leutwiler        | Porsche 911 GT3 R             | M     | 12    | + 1 tour         |
| 27                            | GT3    | 2  | Porsche Centre Oberer Zürichsee by TFT | Julien Andlauer Nicolas Leutwiler        | Porsche 4,2 L Flat-6 Atmo     | M     | 12    | + 1 tour         |
| 28                            | GT3    | 67 | Kessel Racing                          | Nicola Cadei Murat Cuhadaroglu           | Ferrari 488 GT3               | M     | 11    | + 2 tours        |
| 28                            | GT3    | 67 | Kessel Racing                          | Nicola Cadei Murat Cuhadaroglu           | Ferrari F154CB 3,9 L V8 Turbo | M     | 11    | + 2 tours        |
| 29                            | LMP3   | 26 | Graff Racing                           | Matthias Kaiser Rory Penttinen           | Ligier JS P320                | M     | 10    | + 3 tours        |
| 29                            | LMP3   | 26 | Graff Racing                           | Matthias Kaiser Rory Penttinen           | Nissan VK56DE 5,6 L V8 Atmo   | M     | 10    | + 3 tours        |
| Non classé                    |        |    |                                        |                                          |                               |       |       |                  |
|                               | LMP3   | 6  | CD Sport                               | Jacques Wolff Kévin Bole Besançon        | Ligier JS P320                | M     | 11    |                  |
| Nissan VK56DE 5,6 L V8 Atmo   | LMP3   | 6  | CD Sport                               | Jacques Wolff Kévin Bole Besançon        |                               | M     | 11    |                  |
|                               | GT3    | 9  | Iron Lynx                              | Paolo Ruberti Murad Sultanov             | Ferrari 488 GT3               | M     | 4     |                  |
| Ferrari F154CB 3,9 L V8 Turbo | GT3    | 9  | Iron Lynx                              | Paolo Ruberti Murad Sultanov             |                               | M     | 4     |                  |
|                               | LMP3   | 5  | CD Sport                               | Nick Adcock Mikkel Jensen                | Ligier JS P320                | M     | 1     |                  |
| Nissan VK56DE 5,6 L V8 Atmo   | LMP3   | 5  | CD Sport                               | Nick Adcock Mikkel Jensen                |                               | M     | 1     |                  |
| Non partant                   |        |    |                                        |                                          |                               |       |       |                  |
|                               | LMP3   | 75 | IDEC Sport                             | Patrice Lafargue Stéphane Adler          | Ligier JS P320                | M     |       |                  |
| Nissan VK56DE 5,6 L V8 Atmo   | LMP3   | 75 | IDEC Sport                             | Patrice Lafargue Stéphane Adler          |                               | M     |       |                  |

### Pole position et record du tour
- Pole position :  Wayne Boyd (#23 United Autosports) en 3 min 47 s 025
- Meilleur tour en course :  Matthew Bell (#69 Cool Racing) en 3 min 47 s 535

### Tours en tête
- no 23 Ligier JS P320 - United Autosports :  7 tours (1-7)[2]
- no 4 Ligier JS P320 - Realteam Racing :  1 tour (8)
- no 37 Ligier JS P320 - Cool Racing :  4 tours (9-12)
- no 3 Duqueine M30 - D08 - DKR Engineering :  1 tour (13)

## Course 2

### Classement de la course
Voici le classement provisoire au terme de la course.
- Les vainqueurs de chaque catégorie sont signalés par un fond jauni.

| Pos                         | Classe | no | Écurie                                 | Pilotes                                  | Châssis                       | Pneus | Tours | Temps            |
| Pos                         | Classe | no | Écurie                                 | Pilotes                                  | Moteur                        | Pneus | Tours | Temps            |
| --------------------------- | ------ | -- | -------------------------------------- | ---------------------------------------- | ----------------------------- | ----- | ----- | ---------------- |
| 1                           | LMP3   | 37 | Cool Racing                            | Edouard Cauhaupé Nicolas Maulini         | Ligier JS P320                | M     | 12    | 55 min 53 s 633  |
| 1                           | LMP3   | 37 | Cool Racing                            | Edouard Cauhaupé Nicolas Maulini         | Nissan VK56DE 5,6 L V8 Atmo   | M     | 12    | 55 min 53 s 633  |
| 2                           | LMP3   | 3  | DKR Engineering                        | Jean Glorieux Laurents Hörr              | Duqueine M30 - D08            | M     | 12    | + 2 s 787        |
| 2                           | LMP3   | 3  | DKR Engineering                        | Jean Glorieux Laurents Hörr              | Nissan VK56DE 5,6 L V8 Atmo   | M     | 12    | + 2 s 787        |
| 3                           | LMP3   | 69 | Cool Racing                            | Maurice Smith (en) Matthew Bell          | Ligier JS P320                | M     | 12    | + 9 s 387        |
| 3                           | LMP3   | 69 | Cool Racing                            | Maurice Smith (en) Matthew Bell          | Nissan VK56DE 5,6 L V8 Atmo   | M     | 12    | + 9 s 387        |
| 4                           | LMP3   | 7  | Nielsen Racing                         | Colin Noble Tony Wells                   | Duqueine M30 - D08            | M     | 12    | + 16 s 020       |
| 4                           | LMP3   | 7  | Nielsen Racing                         | Colin Noble Tony Wells                   | Nissan VK56DE 5,6 L V8 Atmo   | M     | 12    | + 16 s 020       |
| 5                           | LMP3   | 26 | Graff Racing                           | Matthias Kaiser Rory Penttinen           | Ligier JS P320                | M     | 12    | + 27 s 193       |
| 5                           | LMP3   | 26 | Graff Racing                           | Matthias Kaiser Rory Penttinen           | Nissan VK56DE 5,6 L V8 Atmo   | M     | 12    | + 27 s 193       |
| 6                           | LMP3   | 15 | RLR Msport                             | James Dayson Malthe Jakobsen             | Ligier JS P320                | M     | 12    | + 41 s 361       |
| 6                           | LMP3   | 15 | RLR Msport                             | James Dayson Malthe Jakobsen             | Nissan VK56DE 5,6 L V8 Atmo   | M     | 12    | + 41 s 361       |
| 7                           | LMP3   | 27 | MV2S Racing                            | Christophe Cresp (de) Bruce Jouanny      | Ligier JS P320                | M     | 12    | + 43 s 499       |
| 7                           | LMP3   | 27 | MV2S Racing                            | Christophe Cresp (de) Bruce Jouanny      | Nissan VK56DE 5,6 L V8 Atmo   | M     | 12    | + 43 s 499       |
| 8                           | LMP3   | 11 | Racing Experience                      | Gary Hauser Nicolas Melin                | Duqueine M30 - D08            | M     | 12    | + 55 s 139       |
| 8                           | LMP3   | 11 | Racing Experience                      | Gary Hauser Nicolas Melin                | Nissan VK56DE 5,6 L V8 Atmo   | M     | 12    | + 55 s 139       |
| 9                           | LMP3   | 22 | United Autosports                      | Jim McGuire Duncan Tappy                 | Ligier JS P320                | M     | 12    | + 1 min 03 s 174 |
| 9                           | LMP3   | 22 | United Autosports                      | Jim McGuire Duncan Tappy                 | Nissan VK56DE 5,6 L V8 Atmo   | M     | 12    | + 1 min 03 s 174 |
| 10                          | LMP3   | 6  | CD Sport                               | Jacques Wolff Kévin Bole Besançon        | Ligier JS P320                | M     | 12    | + 1 min 09 s 091 |
| 10                          | LMP3   | 6  | CD Sport                               | Jacques Wolff Kévin Bole Besançon        | Nissan VK56DE 5,6 L V8 Atmo   | M     | 12    | + 1 min 09 s 091 |
| 11                          | LMP3   | 4  | Realteam Racing                        | David Droux (de) Esteban Garcia          | Ligier JS P320                | M     | 12    | + 1 min 10 s 930 |
| 11                          | LMP3   | 4  | Realteam Racing                        | David Droux (de) Esteban Garcia          | Nissan VK56DE 5,6 L V8 Atmo   | M     | 12    | + 1 min 10 s 930 |
| 12                          | GT3    | 63 | FFF Racing Team (en) par ACM           | Andrea Caldarelli Hiroshi Hamaguchi (en) | Lamborghini Huracán GT3 Evo   | M     | 12    | + 1 min 15 s 349 |
| 12                          | GT3    | 63 | FFF Racing Team (en) par ACM           | Andrea Caldarelli Hiroshi Hamaguchi (en) | Lamborghini 5,2 l V10 Atmo    | M     | 12    | + 1 min 15 s 349 |
| 13                          | GT3    | 74 | Kessel Racing                          | Michal Broniszewski David Perel          | Ferrari 488 GT3               | M     | 12    | + 1 min 15 s 837 |
| 13                          | GT3    | 74 | Kessel Racing                          | Michal Broniszewski David Perel          | Ferrari F154CB 3,9 L V8 Turbo | M     | 12    | + 1 min 15 s 837 |
| 14                          | LMP3   | 10 | Nielsen Racing                         | Garett Grist Rob Hodes                   | Duqueine M30 - D08            | M     | 12    | + 1 min 24 s 938 |
| 14                          | LMP3   | 10 | Nielsen Racing                         | Garett Grist Rob Hodes                   | Nissan VK56DE 5,6 L V8 Atmo   | M     | 12    | + 1 min 24 s 938 |
| 15                          | LMP3   | 24 | United Autosports                      | Andy Meyrick Daniel Schneider            | Ligier JS P320                | M     | 12    | + 1 min 50 s 640 |
| 15                          | LMP3   | 24 | United Autosports                      | Andy Meyrick Daniel Schneider            | Nissan VK56DE 5,6 L V8 Atmo   | M     | 12    | + 1 min 50 s 640 |
| 16                          | GT3    | 93 | SKY Tempesta Racing                    | Chris Froggatt Jonathan Hui (en)         | Ferrari 488 GT3               | M     | 12    | + 2 min 06 s 116 |
| 16                          | GT3    | 93 | SKY Tempesta Racing                    | Chris Froggatt Jonathan Hui (en)         | Ferrari F154CB 3,9 L V8 Turbo | M     | 12    | + 2 min 06 s 116 |
| 17                          | GT3    | 67 | Kessel Racing                          | Nicola Cadei Murat Cuhadaroglu           | Ferrari 488 GT3               | M     | 12    | + 2 min 32 s 622 |
| 17                          | GT3    | 67 | Kessel Racing                          | Nicola Cadei Murat Cuhadaroglu           | Ferrari F154CB 3,9 L V8 Turbo | M     | 12    | + 2 min 32 s 622 |
| 18                          | GT3    | 8  | Iron Lynx                              | Rino Mastronardi Giacomo Piccini         | Ferrari 488 GT3               | M     | 12    | + 3 min 02 s 709 |
| 18                          | GT3    | 8  | Iron Lynx                              | Rino Mastronardi Giacomo Piccini         | Ferrari F154CB 3,9 L V8 Turbo | M     | 12    | + 3 min 02 s 709 |
| 19                          | GT3    | 77 | Iron Lynx                              | Andrea Piccini Claudio Schiavoni         | Ferrari 488 GT3               | M     | 12    | + 3 min 07 s 497 |
| 19                          | GT3    | 77 | Iron Lynx                              | Andrea Piccini Claudio Schiavoni         | Ferrari F154CB 3,9 L V8 Turbo | M     | 12    | + 3 min 07 s 497 |
| 20                          | GT3    | 9  | Iron Lynx                              | Paolo Ruberti Murad Sultanov             | Ferrari 488 GT3               | M     | 12    | + 3 min 07 s 881 |
| 20                          | GT3    | 9  | Iron Lynx                              | Paolo Ruberti Murad Sultanov             | Ferrari F154CB 3,9 L V8 Turbo | M     | 12    | + 3 min 07 s 881 |
| 21                          | GT3    | 50 | Kessel Racing                          | Ollie Hancock John Hartshorne            | Ferrari 488 GT3               | M     | 12    | + 3 min 28 s 493 |
| 21                          | GT3    | 50 | Kessel Racing                          | Ollie Hancock John Hartshorne            | Ferrari F154CB 3,9 L V8 Turbo | M     | 12    | + 3 min 28 s 493 |
| 22                          | LMP3   | 75 | IDEC Sport                             | Patrice Lafargue Stéphane Adler          | Ligier JS P320                | M     | 12    | + 4 min 07 s 560 |
| 22                          | LMP3   | 75 | IDEC Sport                             | Patrice Lafargue Stéphane Adler          | Nissan VK56DE 5,6 L V8 Atmo   | M     | 12    | + 4 min 07 s 560 |
| 23                          | LMP3   | 66 | Rinaldi Racing                         | Steve Parrow Dominik Schwager (en)       | Duqueine M30 - D08            | M     | 12    | + 5 min 01 s 508 |
| 23                          | LMP3   | 66 | Rinaldi Racing                         | Steve Parrow Dominik Schwager (en)       | Nissan VK56DE 5,6 L V8 Atmo   | M     | 12    | + 5 min 01 s 508 |
| 24                          | LMP3   | 25 | United Autosports                      | Shaun Lynn Joe Macari                    | Ligier JS P320                | M     | 11    | + 1 tour         |
| 24                          | LMP3   | 25 | United Autosports                      | Shaun Lynn Joe Macari                    | Nissan VK56DE 5,6 L V8 Atmo   | M     | 11    | + 1 tour         |
| 25                          | LMP3   | 21 | Mühlner Motorsport                     | Moritz Kranz Gilles Magnus (en)          | Duqueine M30 - D08            | M     | 11    | + 1 tour         |
| 25                          | LMP3   | 21 | Mühlner Motorsport                     | Moritz Kranz Gilles Magnus (en)          | Nissan VK56DE 5,6 L V8 Atmo   | M     | 11    | + 1 tour         |
| 26                          | GT3    | 28 | Delahaye Racing Team (en)              | Pierre-Etienne Bordet Alexandre Viron    | Porsche 911 GT3 R             | M     | 11    | + 1 tour         |
| 26                          | GT3    | 28 | Delahaye Racing Team (en)              | Pierre-Etienne Bordet Alexandre Viron    | Porsche 4,2 L Flat-6 Atmo     | M     | 11    | + 1 tour         |
| 27                          | LMP3   | 14 | EuroInternational                      | François Heriau Niko Kari                | Ligier JS P320                | M     | 11    | + 1 tour         |
| 27                          | LMP3   | 14 | EuroInternational                      | François Heriau Niko Kari                | Nissan VK56DE 5,6 L V8 Atmo   | M     | 11    | + 1 tour         |
| 28                          | LMP3   | 55 | Rinaldi Racing                         | Alexander Mattschull (de) Nicolas Schatz | Duqueine M30 - D08            | M     | 11    | + 1 tour         |
| 28                          | LMP3   | 55 | Rinaldi Racing                         | Alexander Mattschull (de) Nicolas Schatz | Nissan VK56DE 5,6 L V8 Atmo   | M     | 11    | + 1 tour         |
| 29                          | LMP3   | 12 | Team Virage                            | Tom Cloet James Winslow                  | Ligier JS P320                | M     | 11    | + 1 tour         |
| 29                          | LMP3   | 12 | Team Virage                            | Tom Cloet James Winslow                  | Nissan VK56DE 5,6 L V8 Atmo   | M     | 11    | + 1 tour         |
| 30                          | GT3    | 51 | Spirit of Race                         | Gunnar Jeannette Rodrigo Sales           | Ferrari 488 GT3               | M     | 10    | + 2 tours        |
| 30                          | GT3    | 51 | Spirit of Race                         | Gunnar Jeannette Rodrigo Sales           | Ferrari F154CB 3,9 L V8 Turbo | M     | 10    | + 2 tours        |
| Non classé                  |        |    |                                        |                                          |                               |       |       |                  |
|                             | LMP3   | 1  | DKR Engineering                        | Wolfgang Triller Ugo de Wilde            | Duqueine M30 - D08            | M     | 8     |                  |
| Nissan VK56DE 5,6 L V8 Atmo | LMP3   | 1  | DKR Engineering                        | Wolfgang Triller Ugo de Wilde            |                               | M     | 8     |                  |
|                             | LMP3   | 23 | United Autosports                      | Wayne Boyd John Schauerman               | Ligier JS P320                | M     | 6     |                  |
| Nissan VK56DE 5,6 L V8 Atmo | LMP3   | 23 | United Autosports                      | Wayne Boyd John Schauerman               |                               | M     | 6     |                  |
|                             | LMP3   | 5  | CD Sport                               | Nick Adcock Mikkel Jensen                | Ligier JS P320                | M     | 4     |                  |
| Nissan VK56DE 5,6 L V8 Atmo | LMP3   | 5  | CD Sport                               | Nick Adcock Mikkel Jensen                |                               | M     | 4     |                  |
|                             | GT3    | 2  | Porsche Centre Oberer Zürichsee by TFT | Julien Andlauer Nicolas Leutwiler        | Porsche 911 GT3 R             | M     |       |                  |
| Porsche 4,2 L Flat-6 Atmo   | GT3    | 2  | Porsche Centre Oberer Zürichsee by TFT | Julien Andlauer Nicolas Leutwiler        |                               | M     |       |                  |

### Pole position et record du tour
- Pole position :  Nicolas Maulini (#37 Cool Racing) en 3 min 51 s 374
- Meilleur tour en course :  David Droux (de) (#4 Realteam Racing) en 3 min 48 s 355

### Tours en tête
- no 37 Ligier JS P320 - Cool Racing :  11 tours (1-5 / 7-12)[4]
- no 1 Duqueine M30 - D08 - DKR Engineering :  1 tour (6)

## À noter
- Longueur du circuit : 13,626 km (13 626 m)
- Nombre de virages : 38
- Nom du circuit : Circuit automobile de la Sarthe
- Lieu : Le Mans, Pays de la Loire, France